# Cleisthenes herzensteini
Espèce
Cleisthenes herzensteini est une espèce de poisson plat du genre Cleisthenes qui peut vivre jusqu'à l'âge de 15 ans. Il a été nommé en l'honneur du zoologiste russe S. M. Herzenstein.